# Afgańska Partia Socjaldemokratyczna
Afgańska Partia Socjaldemokratyczna (paszto افغان ټولنپال ولسواکیز ګوند), znana też jako Partia Mellat (paszto افغان ملت ګوند) – pasztuńska partia polityczna o charakterze nacjonalistycznym i socjaldemokratycznym, założona dnia 8 marca 1966 roku. Jej założycielem oraz pierwszym przewodniczącym był Ghulam Mohammad Farhad.
Partia opowiada się za pasztunizacją oraz za przyłączeniem do Afganistanu terenów pasztuńskojęzycznych leżących w granicach Pakistanu.

## Historia
Afgańska Partia Socjaldemokratyczna została założona dnia 8 marca 1966 roku, jednak oficjalne ogłoszenie założenia tej partii politycznej miało miejsce 27 marca tego roku.
W 1984 roku zmarł pierwszy przewodniczący partii Ghulam Mohammad Farhad. Na początku 1987 roku kongres partii wybrał Szams-ul-Hudę Szamsa na jego następcę. Część członków partii nie zaakceptowała nowego przewodniczącego; w ugrupowaniu powstała frakcja kierowana przez Mohammada Amina Wakmana.

### Frakcja Szamsa
Frakcja Szamsa była zdecydowanie przeciwna partii rządzącej oraz fundamentalistycznym afgańskim partiom. Działała w pakistańskim Peszawarze, gdzie wydawała czasopismo Afghan Mellat; publikowano w niej treści nacjonalistyczne i wzywające do rozwoju demokracji w Afganistanie.
Po śmierci Szamsa w 2005 roku przewodniczącym jego frakcji został Adżmal Szams.

### Frakcja Wakmana/Ahadiego
Następcą Mohammada Amina Wakmana został Anwar ul-Hak Ahadi, kierujący tą frakcją od 1995 roku. Od tego czasu frakcja zdystansowała się od nacjonalizmu, jednak opowiada się za promowaniem języka paszto.
W 2014 roku w wyborach prezydenckich frakcja poparła Hamida Karzaja.

## Program gospodarczy

### Frakcja Szamsa[9]

#### Kwestie polityczne
- brak ingerencji w sprawy wewnętrzne innych państw,
- niedopuszczenie do ingerowania innych państw w sprawy wewnętrzne Afganistanu,
- poszanowanie dla prawa do pokojowego uczestniczenia w strajkach, demonstracjach i zgromadzeniach,
- poszanowanie dla Karty Narodów Zjednoczonych i Powszechnej Deklaracji Praw Człowieka,
- utrzymywanie przyjaznych stosunków międzynarodowych, w szczególności z państwami muzułmańskimi oraz sąsiadującymi z Afganistanem,
- wzmocnienie zdolności obronnych afgańskich sił zbrojnych.

#### Kwestie gospodarcze
- przeprowadzenie szeroko zakrojonej industrializacji,
- rozwój energetyki opartej na odnawialnych źródłach energii,
- rozwój i modernizacja rolnictwa,
- walka z korupcją,
- wprowadzenie podatku bezpośredniego,
- wprowadzenie regulacji gospodarki w celu walki z nierównościami społecznymi,
- wspieranie gospodarki rynkowej i sektora prywatnego przy współistnieniu silnego sektora publicznego,
- zapobieganie procesowi pustynnienia poprzez przekształcanie obszarów pustynnych w grunty uprawne,
- zapobieganie procesowi wylesiania poprzez powołanie odpowiednich instytucji oraz uchwalenie specjalnych ustaw.

#### Kwestie społeczne
- podejmowanie działań na rzecz podniesienia standardu życia ludzi mieszkających na obszarach wiejskich i miejskich m.in. poprzez ułatwienie dostępu do edukacji,
- poszanowanie prawa tworzenia organizacji politycznych, społecznych i zawodowych,
- walka z analfabetyzmem,
- wprowadzenie obowiązkowej edukacji na poziomie podstawowym,
- wprowadzenie programów ubezpieczeń oraz świadczeń socjalnych dla emerytów, osób niepełnosprawnych oraz niezdolnych do pracy,
- wsparcie dla równouprawnienia kobiet,
- wyposażenie ośrodków zdrowia, przychodni i szpitali w nowoczesne urządzenia medyczne,
- zachowanie i obrona suwerenności oraz integralności terytorialnej kraju.

#### Kwestie kulturowe
- brak kontroli ze strony władz nad radiem i telewizją,
- poszanowanie wszystkich języków używanych w Afganistanie przy uznaniu języków dari i paszto jako urzędowych,
- wspieranie wolności słowa jako aspektu odgrywającego kluczową rolę w rozwoju demokracji,
- zachęcanie do akceptowania aspektów obcych kultur w celu dostosowania afgańskiej kultury do rozwoju społeczno-gospodarczego przy zachowaniu afgańskiej tożsamości oraz podstawowych wartości kulturowych.

### Frakcja Wakmana/Ahadiego[2]
- odrzucenie struktury federalnej,
- poszanowanie dla własności prywatnej
- przestrzeganie praw człowieka,
- rozwój górnictwa oraz rolnictwa,
- sprzeciw wobec dopuszczenia do udziału w życiu politycznym ugrupowań o charakterze autorytarnym i totalitarnym,
- sprzeciw wobec walki klas,
- ustanowienie szariatu,
- utrzymywanie przyjaznych stosunków międzynarodowych, w szczególności z państwami muzułmańskimi oraz sąsiadującymi z Afganistanem,
- uznanie języka paszto za język narodowy,
- wprowadzenie podatku progresywnego,
- wsparcie dla pozarządowych organizacji gospodarczych, społecznych i zawodowych,
- wsparcie dla rozwoju kultury i sportu,
- wsparcie dla równouprawnienia kobiet,
- wspieranie demokracji parlamentarnej,
- zachowanie i obrona suwerenności oraz integralności terytorialnej kraju.

## Mandaty doIzby Ludowej
| Wybory | Mandaty | +/− |
| ------ | ------- | --- |
| 2005   | 8/249   | –   |
| 2010   | 4/249   | 4   |
| 2018   | 0/249   | 4   |